# Alivate Driu
Alivate Driu (28 december 1974) is een voormalige Fijisch voetballer die bij voorkeur als aanvaller speelt.  
Op 7 juni 1997 in de thuiswedstrijd tegen Nieuw-Zeeland maakte Driu zijn debuut voor voetbalelftal. Hij kwam in 14e minuut als invaller voor Jope Lomu, de wedstrijd ging verloren met 0-1.  Hij heeft 5 wedstrijden gespeeld en 1 doelpunt gescoord voor zijn nationale ploeg. 
Driu beëindigde zijn voetbalcarrière in 2002.